# Peromyscopsylla segregata
Peromyscopsylla segregata är en loppart som beskrevs av Sakaguti et Jameson 1959. Peromyscopsylla segregata ingår i släktet Peromyscopsylla och familjen smågnagarloppor. Inga underarter finns listade i Catalogue of Life.